# Fonda-bar Oriol
La Fonda-bar Oriol és una obra d'Amer (Selva) inclosa a l'Inventari del Patrimoni Arquitectònic de Catalunya.

## Descripció
Immoble de quatre plantes, cobert amb una teulada a dues aigües de vessants a façana. Està ubicat al costat esquerre del Passeig del Firal, però simultàniament fa cantonada a l'esquerra amb el carrer Francesc Macià i la façana posterior dona al carrer Fira de Sant Martí.
La façana principal és la que dona al Passeig del Firal i està estructurada internament en dues crugies. La planta baixa consta de tres obertures rectangulars, com són: en primer lloc una finestra coberta amb un enrreixat de ferro forjat; seguida d'un portal d'accés i finalment una petita finestra. Les tres estan complementades amb un fi emmarcament de pedra.
El primer pis consta de dues obertures rectangulars les quals són projectades com a balconada i equipades amb una gran barana de ferro forjat contínua i correguda que abarca tot el pla horitzontal de la façana, sostentada per quatre poderoses mènsoles. Pel que fa al treball de la forja aplicat a la barana, cal dir que és bastant encertat tant des del punt de vista tècnic com des de l'òptica plàstica i estètica com així ho acredita tant les esbeltes formes geomètriques com els pals en forma de corda trenada.
Pel que fa al segon pis, en ell trobem dues finestres rectangulars complementades amb un fi emmarcament de pedra i immediatament a sobre una cornisa ornada amb una filera de rajola en punta de diamant.
En origen l'edifici primigeni de ben segur que era de tres plantes i rematat en la part superior amb aquesta cornisa. Ara bé, en un moment històric determinat es va procedir a aixecar un nou pis, que és el que podem contemplar avui en dia. En ell trobem dues obertures rectangulars projectades com a balconades independents amb uns ampits de resonància clàssica que imiten les balaustrades romanes, coronades als extrems per uns gerros ficticis i que no sobresuten gens del pla horitzontal de la façana. Aquest quart pis podria executar les tasques de golfes o altell.
Tanca l'edifici en la part superior una cornisa prominent sostentada per unes mènsoles d'aspecte robust, però a la vegada auster i sobri.
La façana lateral que dona al carrer Francesc Macià és bastant irregular i es deu al fet d'haver-se d'adaptar i alhora salvar el desnivell del carrer.
A simple vista s'observa que l'edifici mostra uns paral·lelismes compositius, estructurals i formals molt evidents amb dos immobles del carrer com són: per una banda, el que el segueix immediatament a l'altre costat de carrer, el qual desconeixem el nom però que l'hem denominat com "habitatge al Passeig del Firal, 25" (Vegeu fitxa Habitatge al Passeig del Firal, 25). Mentre que per l'altra amb l'antic Can Blanquera (Veura fitxa de Can Blanquera) i (Veura fitxa del Servei de Patrimoni núm. 26.480). Els tres comparteixen trets com ara la planta rectangular; l'estructuració formal de la façana en crugies - Ca l'Oriol i el núm. 25 tenen dues crugies i Can Blanquera tres- ; la coberta a dues aigües de vessants a façana; l'origen mutu és de tres plantes, etc.